# Confucianism

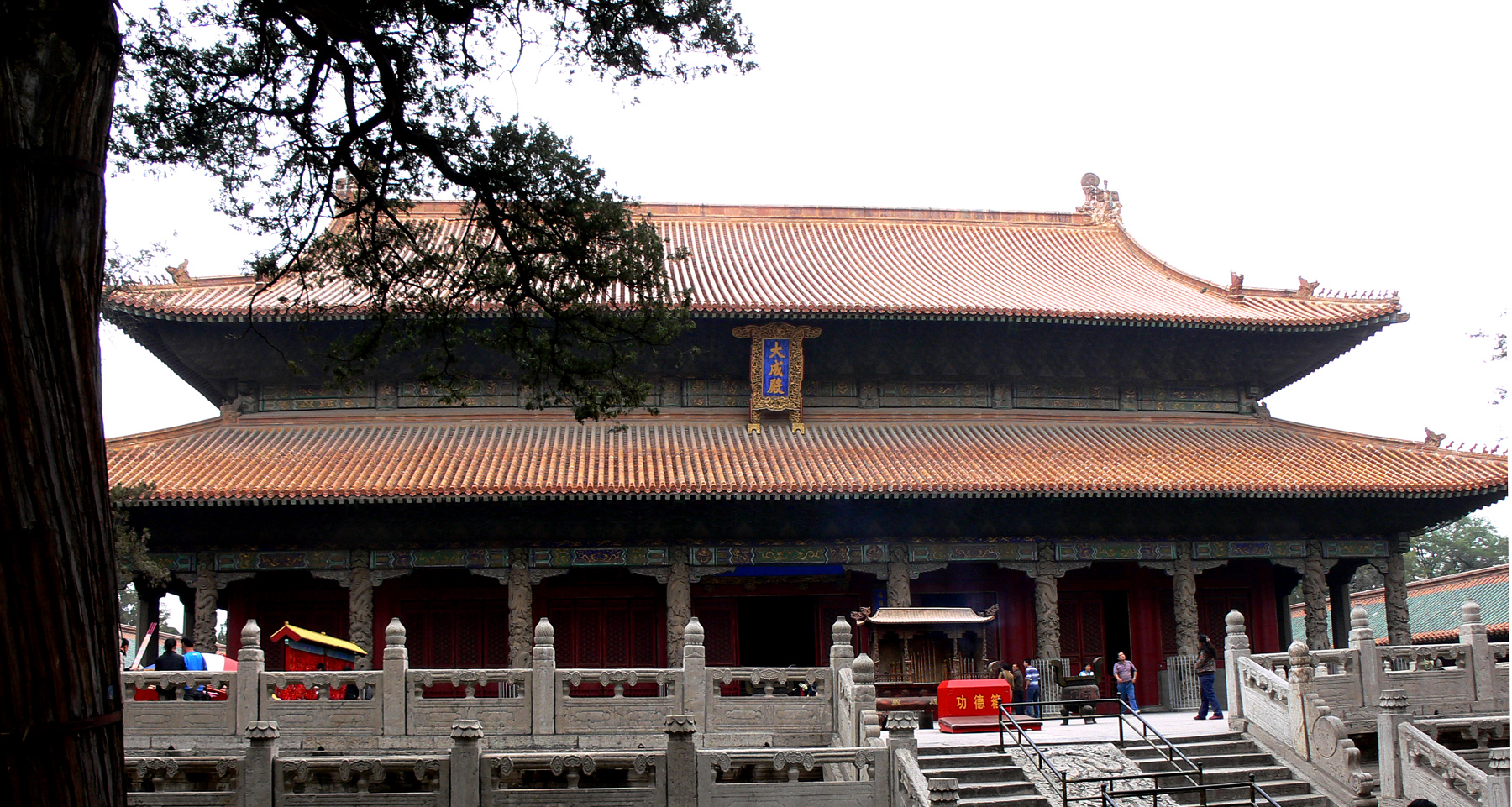
Templul lui Confucius din Qufu.

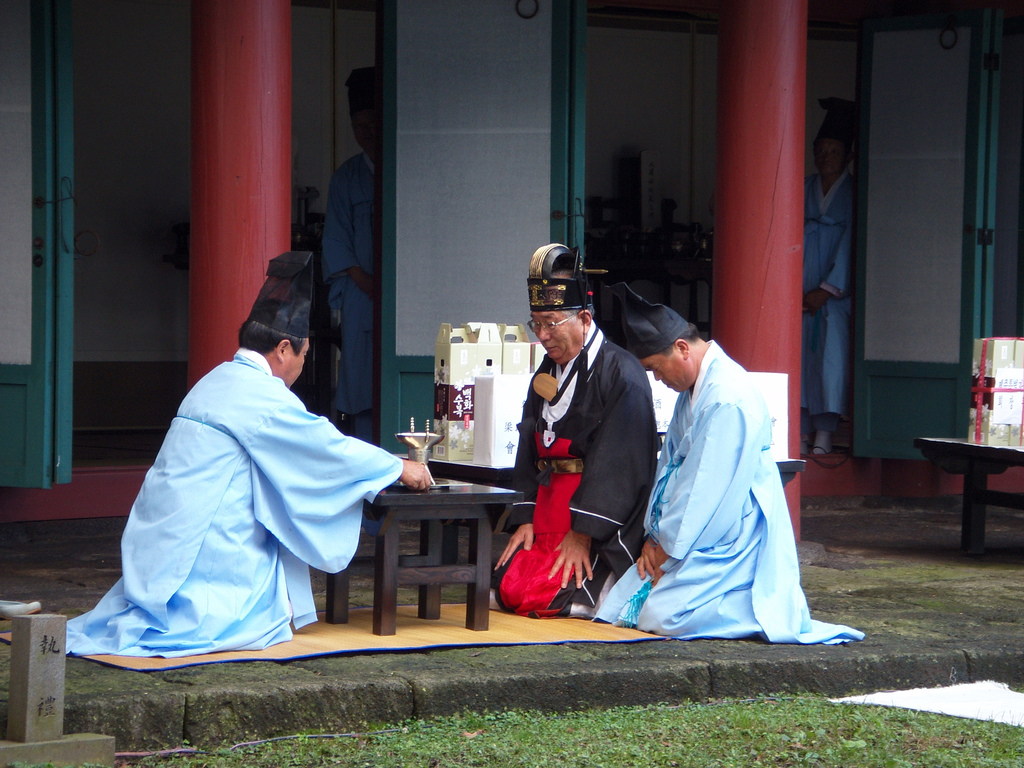
Preoți confucianiști efectuând ceremonia religioasă Chugyedaeje.

Confucianismul ("Școala învățaților"; sau 孔教 Kŏngjiào, "") este un sistem filozofic și religios chinez care s-a dezvoltat inițial din învățăturile înțeleptului Confucius. Tratatul acestuia se numește Analecte.
Potrivit Dictionarului estetico-literar, lingvistic, religios, de teoria comunicației... de Ion Pachia Tatomirescu, «prin Confucianism este desemnată una dintre cele Trei Religii aflate în patrimoniul chinez, fundamentată de filosoful Kong-Fu-zi, în secolul al VI-lea î. H., religie în care:
(I) Cerul, neconsiderat zeu, ci principiu garant al ordinii, devine puterea supremă / absolută, conștientă și activă, determinatoare a actelor / comportamentelor uman-terestre;
(II) deși existența se bizuie pe virtutea esențială jen (jun) / omenie, din lume nu-i nimic de salvat, de vreme ce „oamenii nu sunt în stare să fie devotați semenilor lor“ și „n-au nici cum să-i poată sluji oamenii pe zei“, de vreme ce „nu poți cunoaște viața, neavând nici cum cunoaște moartea“;
(III) preocuparea esențială a fiecărui ens rămâne să afle un Dao, adică o Cale păstrătoare a echilibrului între voința Pământului și voința Cerului;
(IV) sacrificiile trebuie să fie pentru Cer și pentru Pământ;
(V) totuși, menirea ens-ului pe pământ este de a se desăvârși întru ren / run (omenie), îndeplinindu-și datoria numai în concordanță cu ceea ce este adevărat și drept etc.
Numele reformatorului / filosofului chinez Kong-Fu-zi a fost latinizat în Confucius. Doctrina Confucianismului se întemeiază pe următoarele lucrări „clasice“: Yi jing / Cartea schimbărilor, Shi jing / Cartea odelor, Shu jing / Cartea edictelor, Li ji / Memorial de rituri, Yueh jing / Cartea muzicii, Lu guo Chun-Qiu / Primăvara-toamna țării Lu etc.
Neoconfucianismul apare în „epoca Song“, prin reinterpretarea conceptului de li („principiu“) și prin combinarea credințelor confucianiste cu cele taoiste și budiste ; curentul religios revitaminizat este reprezentat de cei Cinci Maeștri ai Dianstiei Song de Miazănoapte: Shao Yung (1011–1077), Zhon Dun-yuan (1017–1073)), Zhang Zai (1020–1077), Cheng Hao (1032–1085) și fratele acestuia, Cheng Yuan (1033–1107). Neoconfucianismul, interzis în China comunistă din orizontul anului 1960, și-a păstrat privilegiile în Taiwan, în Hong Kong și în comunitățile chinezești din Statele Unite ale Americii» (p. 87 99